# Tiago Martins
Tiago Bruno Lopes Martins (Oeiras, 29 maggio 1980) è un arbitro di calcio portoghese.

## Carriera
Originario del Portogallo, nel 2013, a 33 anni, arriva ad arbitrare in Segunda Liga, la seconda divisione portoghese, dove debutta il 25 agosto, alla quarta di campionato, in Sporting Lisbona B-Trofense, chiusa con la vittoria dei padroni di casa per 1-0.
La stagione successiva arriva l'esordio in Primeira Liga, alla terza giornata, il 31 agosto 2014, quando dirige Nacional-Arouca, vinta dalla squadra di Funchal per 2-0.
A inizio 2015 diventa internazionale e il 2 luglio dello stesso anno viene designato per la prima volta per una gara delle coppe europee, l'1-1 in Lettonia tra i padroni di casa dello Jelgava e i bulgari del Liteks Loveč nell'andata del 1º turno di qualificazione di Europa League.
Il 19 luglio 2017 debutta in Champions League, arbitrando il 6-0 dei polacchi del Legia Varsavia in casa contro i finlandesi dell'IFK Mariehamn nel ritorno del 2º turno preliminare.
Dopo aver diretto alcune sfide di nazionali giovanili, il 6 ottobre 2017 arbitra la sua prima gara tra due nazionali maggiori, la sfida di qualificazioni al Mondiale di Russia 2018 tra Italia e Macedonia del Nord all'Olimpico Grande Torino di Torino, terminata 1-1.
Partecipa come VAR ai Giochi Olimpici di Tokyo 2020 svoltisi tra fine luglio/inizio agosto del 2021.
Il 21 maggio 2022 è VAR nella finale di Champions League femminile 2021-2022 Barcellona-Lionne, coadiuvando l'arbitro finlandese Lina Lehtovaara.
Il 23 aprile 2024 la UEFA lo ha convocato per il campionato d'Europa 2024 in Germania, nel ruolo di ed al VAR, insieme all'arbitro Artur Soares Dias ed agli assistenti Paulo Soares e Pedro Ribeiro.
Il 31 marzo 2025 la UEFA lo ha convocato per il campionato femminile d'Europa 2025 in Svizzera, nel ruolo di VAR, insieme all'arbitro Catarina Campos e agli assistenti Andreia Ferreira Sousa e Vanessa Gomes.